# Печ, Лейди
Лейди Печ (при рождении Лейди Арасели Печ Марин; англ. Leydy Pech, род. в 1965 году) — мексиканский пчеловод и защитник окружающей среды майя. В 2020 году она была удостоена экологической премии Голдманов за свою работу против посадки трансгенных соевых бобов на полуострове Юкатан.

## Биография

### Пчеловодческая работа
Лейди Печ в первую очередь занимается пчеловодством. Она держит разновидность безжалостной пчелы под названием Melipona beecheii, которая веками выращивалась как часть традиционной культуры майя в нескольких общинах. Melipona beecheii создает свои ульи внутри полых бревен. В то время как большинство пчеловодов предпочитают использовать вид Apis mellifera, Печ и её сообщество используют M. beecheii, чтобы сохранить традицию использования разновидности мелипоны этого вида в регионе, который в местном масштабе известен как Xunaan Kab (Леди Меда).

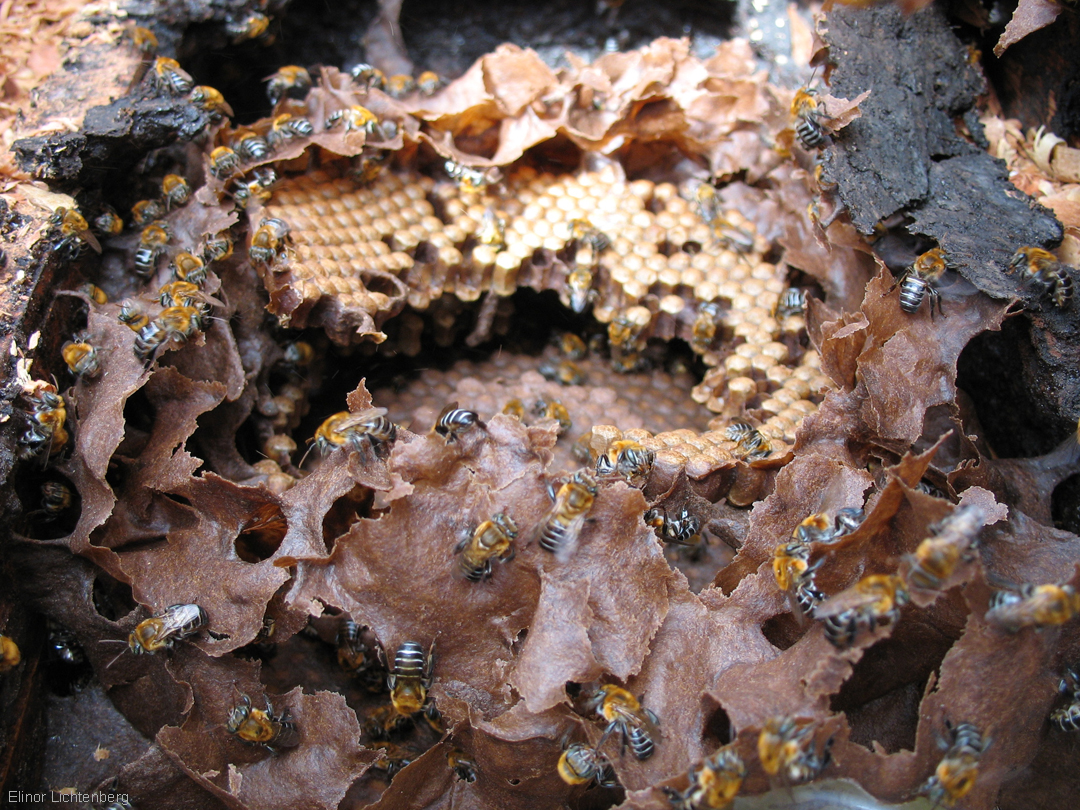
Гнездо мелипоны в пустотелом бревне

Печ владеет двумя гектарами земли, на которых она выращивает мед традиционным способом. Организация Печа стремится развивать чувство общности посредством коллективной работы по выращиванию пчел и сбору их меда. Она стремится подражать близлежащему сообществу Ич-Эк, где семьи работают вместе и поддерживают друг друга, чтобы выжить.

### Экологический активизм
Печ стала заниматься экологической активностью в 2000 году, одновременно с тем, как Monsanto начала выращивать трансгенные соевые бобы в Кампече. Уровень культивирования продолжал расти, и к 2012 году агробизнес стал более масштабным. Это увеличение выращивания трансгенных соевых бобов отрицательно сказалось на производстве меда в штате, снизив урожайность и загрязнив урожай меда. Это снижение продуктивности пчел напрямую поставило под угрозу местные общины майя, поскольку пчеловодство было их основным способом положить еду на стол.
По этой причине Печ основала коалицию Muuch Kambal и Colectivo Apícola de los Chenes, две группы, которые подали в суд на правительство, чтобы остановить выращивание этого типа трансгенных культур. В 2015 году Верховный суд Мексики постановил, что перед выращиванием любых трансгенных культур необходимо проконсультироваться с общинами коренных народов. В 2017 году разрешение Monsanto на выращивание генетически модифицированных семян было отозвано в Кампече, Юкатане и пяти других штатах Мексики.

Благодаря своей активности и успеху своего сообщества, Печ получила в 2020 году экологическую премию Голдманов, которая считается аналогом Нобелевской премии в области охраны окружающей среды. Организация, которая вручила награду, отметила, что Печ подвергалась дискриминации со стороны Monsanto и её юристов, которые ссылались на свое недоверие, что их победила женщина. По словам Печ, награда «представляет собой признание работы общин майя в Чене (регион Кампече) и единства территории майя». Во время церемонии, которая проходила виртуально, она сказала:
«Эта награда дает мне возможность рассказать миру о том, что территории коренных народов лишаются собственности для навязывания мегапроектов, экстрактивизма, агробизнеса, туризма и прочего, укрепляющего капиталистическую модель, которая влияет на природные ресурсы и наши средства занятости».